# Miklós László
Pour les articles homonymes, voir Laszlo.
Miklos Laszlo ou Miklós László, né Nicholaus Leitner (1903-1973), dramaturge, acteur et scénariste hongrois, devenu citoyen américain. Miklos Laszlo devint célèbre grâce au succès international de sa pièce "Illatszertár" (titre international : Parfumerie).

## Biographie
Miklos Laszlo naquit le 20 mai 1903 à Budapest en Hongrie dans une famille juive, sous le patronyme de Nicholaus Leitner. Avant la Grande Guerre, l'Empire austro-hongrois dirigé par François-Joseph Ier d'Autriche impose que la population vivant en Hongrie prenne un nom de famille à consonance hongroise. La famille Leitner choisit alors le patronyme courant hongrois László, et Nicholaus devient Miklós.
Le jeune Miklos sera très influencé par des écrivains hongrois, tel que le dramaturge Ferenc Molnár. Il va à son tour s'essayer à la création littéraire et théâtrale. Malgré la mort subite de son père et l'obligation de travailler rapidement dans de multiples petits emplois afin d'aider sa mère et ses frères et sœurs à vivre, Miklos va poursuivre sa passion pour l'écriture.
En 1934, sa pièce en trois actes "Legboldogabb Ember" (L'Homme le plus heureux), obtient le Prix royal hongrois de littérature.
En 1936, il créa ensuite la célèbre comédie "Illatszertár" (Parfumerie) qui fut jouée dès 1937 au théâtre Pesti de Budapest, puis, par la suite, eut un succès international jusqu'à nos jours sous différents titres. La pièce fut jouée à Broadway en 1964 sous le titre "She loves me", puis à Londres en 1994, enfin à Paris en 2001 sous le titre "La Boutique au coin de la rue", puis en 2010, sous le titre de "Rendez-vous".
En 1938, face aux menaces anti-sémites du régime nazi, Miklos Laszlo émigra aux États-Unis. Il s'installa à New York dans le quartier ayant une forte minorité hongroise de Yorkville dans l'île de Manhattan.
En 1939, il se marie avec une jeune actrice Florence Herrman.
En 1944, il obtint enfin la nationalité américaine sous le nom officiel de Miklos Laszlo.
Miklos Laszlo travailla de nombreuses années avec les studios de la Metro-Goldwyn-Mayer. Il écrivit les scénarios de  plusieurs films tant américains que hongrois.
Miklos Laszlo mourut le 19 avril 1973 à New York.

## Filmographie
Acteur
- 1933 : "Vica, a vadevezös" de Béla Gaál

Scénariste
- 1937 : Úrilány szobát keres (Vous cherchez une chambre Úrilány) de Béla Balogh
- 1940 : The Shop Around the Corner (La Boutique au coin de la rue ou Rendez-vous) de Ernst Lubitsch, d'après son œuvre "Parfumerie"
- 1948 : Big City de Norman Taurog
- 1949 : Amour poste restante de Robert Z. Leonard et Buster Keaton, d'après son œuvre "Parfumerie"

Réalisation post-mortem de son œuvre
- 1978 : She Loves Me téléfilm de Michael Simpson d'après son œuvre "Parfumerie"
- 1987 : Illatszertár (Parfumerie) de  Miklós Hajdufy
- 1998 : Vous avez un mess@ge de Nora Ephron